# اچ‌دی ۱۷۱۰۲۸

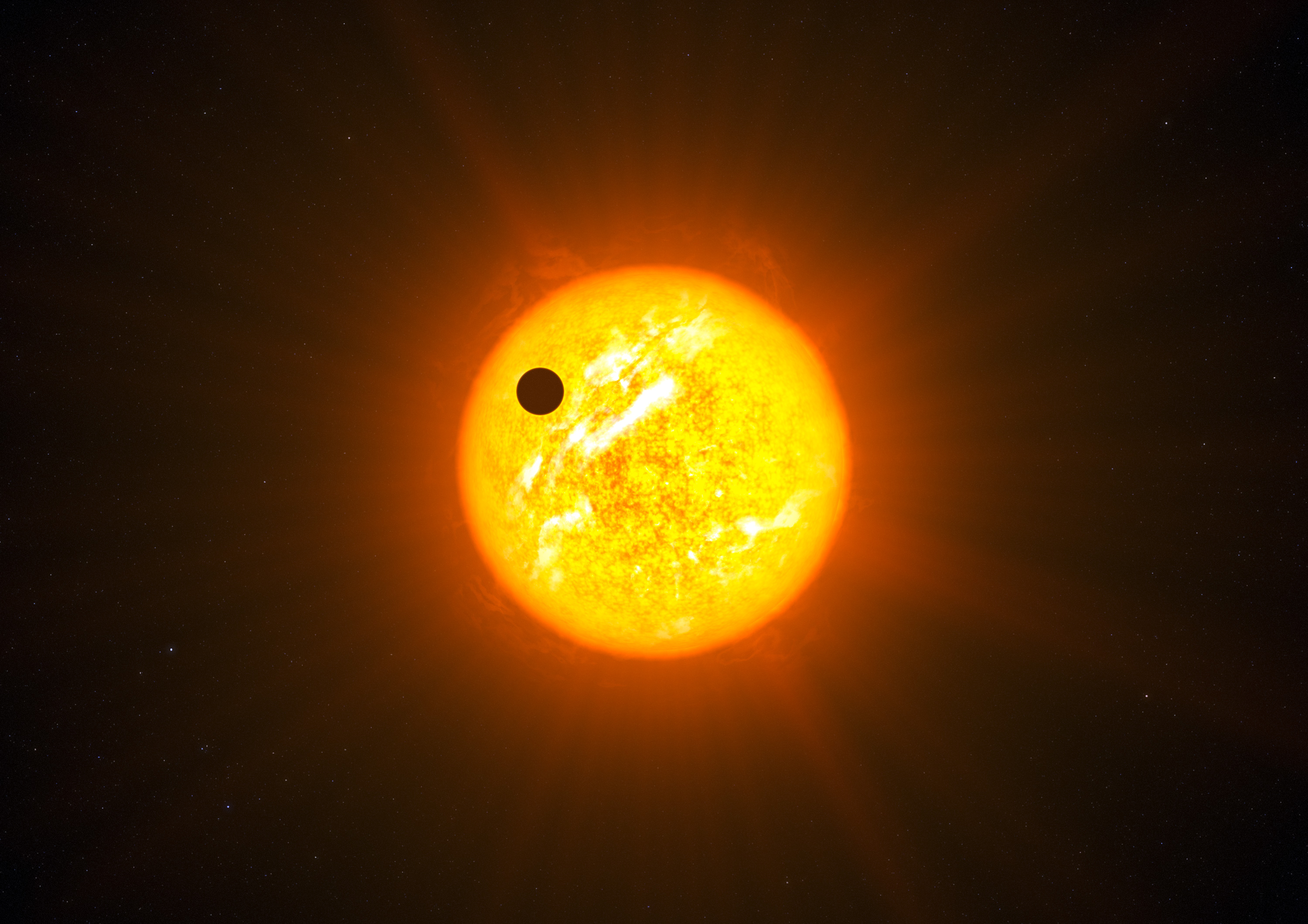
تصویری از این ستاره تابان

اچ‌دی ۱۷۱۰۲۸ یک ستاره است که در صورت فلکی مارافسای قرار دارد.